# 全情協パソコンインストラクター資格認定
パソコンインストラクター資格認定試験（ぱそこんいんすとらくたーにんていしけん）とは、財団法人全日本情報学習振興協会が主催するインストラクター認定試験である。
2006年度からは、主催者が日本情報教育検定協会から全日本情報学習振興協会に変更になる。

## 受験資格
同検定試験を受験する際には、受験申込時点で以下の受験資格を満たす必要がある。

### 各級共通
1. 申込時に満20歳以上に達している（国籍・性別に制限はなし）。
2. 以下のいずれかの検定試験の資格認定を受けている。

- 全日本情報学習振興協会主催
  - パソコン技能検定Ⅱ種試験2級以上
  - パソコン技能検定ビジネス実務試験実践以上
  - パソコン検定 文書・表計算試験2級以上
- オデッセイコミュニケーション主催
  - Microsoft Office Specialist（一般）以上（Microsoft Office 2000以降のWord・Excel両取得）

上記1、2の条件を満たしていることが同検定の受験資格であるが、パソコン指導歴について、各級以下の条件を満たしている場合は2の条件に替えることができ、受験を許可される（1は必須）。

### 1級
1. パソコン指導実務経験3年以上
2. 指導実務時間が、年間100時間以上、合計300時間以上の者

### 2級
1. パソコン指導実務経験1年以上
2. 指導実務時間が、合計100時間以上の者

以上の条件を満たす指導経験者は、指導経歴証明書を受験申込時に持参する必要がある。

## 試験概要
試験は年3回、全日本情報学習振興協会の認定会場にて実施される。

合格発表は、試験の1ヶ月後に受験会場又は全日本情報学習振興協会のウェブサイトで発表される。

合格証書（A3サイズ）は、受験票と引き換えになる。亡失の場合は、受験会場の担当者に、亡失の旨を伝えなければならない。

## 試験内容
試験は、各級マークシートを利用した筆記試験である。
各級以下の知識が問われる。
|          | 1級                                                                    | 2級                                                                  |
| -------- | ---------------------------------------------------------------------- | -------------------------------------------------------------------- |
| 試験時間 | 120分                                                                  | 90分                                                                 |
| 筆記1    | ・基本ソフト、アプリケーションソフト、インターネットに関する高度な知識 | ・基本ソフト、アプリケーションソフト、インターネットに関する応用知識 |
| 筆記2    | ・ハードウェアに関する高度な知識 ・パソコンに関する高度な知識          | ・ハードウェアに関する応用知識 ・パソコンに関する一般知識            |
| 筆記3    | ・情報セキュリティーに関する一般知識 ・個人情報保護に関する一般知識    | -                                                                    |
| 合格点   | 各80点以上                                                             | 各80点以上                                                           |

※アプリケーションソフトとは、OS・Microsoft Word・Microsoft Excel・Microsoft Access・Microsoft PowerPointを指す（「基本ソフト」はマスコミによるOSの言い換え語であり、「基本ソフト、アプリケーションソフト」とあるアプリケーションソフトにOSが含まれるのは、わけがわからない。また、これらのセレクションから事実上、ベンダ（Microsoft）の認定試験がイメージされなくもない）。

## 参考教材
2012年7月現在、同検定試験対策用の書籍の販売は行われておらず、過去問題を収録したCDが販売されている。こちらは店頭販売されておらず、情報学習新聞社のホームページ上にて販売されている。
- 『パソコンインストラクター資格認定試験　過去問題CD』（情報学習新聞社）